# Gulnara-Klara Samat
Gulnara-Klara Samat (kirguís: Гульнара-Клара Самат)  (Tash-Kömür, 20 d'agost de 1963) és una política i diplomàtica kirguís. Ocupa en llocs claus de la política interna com a diputada al parlament nacional, però sobretot en l'exterior des del 2021, al ser ambaixadora a Rússia i a Armènia.

## Trajectòria
Llicenciada en gestió de conflictes, va començar la seva carrera en 1986. Gulnara-Klara Samat va treballar en l'ambaixada del Kirguizstan a Rússia, en el Consell Econòmic de la CEI, va dirigir el grup de treball operatiu de la CEI sobre la resolució del conflicte d'Abkhàzia. En 2006 fou la portaveu del president Kurmanbek Bakiev.
Des del 2018, és diputada al parlament del Kirguizstan i, des del febrer del 2021, és l'ambaixadora del Kirguizstan a Rússia. Pocs mesos després, en octubre, també fou nomenada ambaixadora a Armènia mantenint la seva residència a Moscou.